# François Rebel
François Rebel (París, 19 de junio de 1701-7 de noviembre de 1775) fue un violinista y compositor francés.

## Biografía
Hijo de Jean-Féry Rebel, a los trece años entró en la orquesta de la Ópera de París y poco después entabló amistad con François Francœur, con el que se asoció. Así, fueron juntos primeros violines, inspectores, directores y luego empresarios de la ópera. Además, Rebel fue primer intendente de la música de la corte e inspector general de la ópera.
En colaboración con Francœur compuso las óperas Pyrame et Thisbé (1726), Tharsis et Zélie (1728), Scanderberg (1735), Le ballet de la Paix (1738), Les Augustales (1744), Zélindor, roi des sylphes (1745), Les génies tutélaires (1751) y Le prince de Noisy (1760). Además, sin colaboración compuso varias cantatas, un Te Deum, un De Profundis y otras obras religiosas.